# Theresa Garnett
Pour les articles homonymes, voir Garnett.
Theresa Garnett, née à Leeds le 17 mai 1888 et morte à Londres le 24 mai 1966, est une suffragette britannique. 

## Biographie
Theresa Garnett est née à Leeds dans le quartier d'Armley en 1888, fille de Joshua Garnett et de Frances Theresa Garnett et elle est éduquée dans un internat religieux.
Institutrice, elle adhère à la Women's Social and Political Union (WSPU) à la suite d'une conférence d'Adela Pankhurst en 1907. En avril 1909, elle commence à faire parler d'elle en s'enchaînant avec quatre autres militantes à une statue dans le hall du parlement, pour protester contre une loi qui interdit précisément ce type de comportement (désordre dans les murs du palais de Westminster pendant que le parlement est en session). Durant l'été 1909, elle est également condamnée et emprisonnée à deux reprises pour des actions militantes menées par la WSPU, notamment pour violence sur une gardienne de prison, mais est rapidement relâchée en raison des grèves de la faim qu'elle entame à chaque fois. 
Le 14 novembre 1909, elle agresse Winston Churchill en gare de Bristol avec une cravache, sans parvenir à le blesser. Arrêtée, elle est condamnée à un mois d'emprisonnement à la prison de Horfield (en) pour atteinte à l'ordre public. Elle y commence aussitôt une grève de la faim. Alimentée de force, elle tente de mettre le feu à sa cellule et termine sa peine à l’hôpital. La WSPU lui remet une broche, symbole de son emprisonnement, ainsi qu'une médaille d'honneur pour sa grève de la faim. 
En 1910, elle devient l'organisatrice de la WSPU à Camberwell, mais quitte ensuite le mouvement, n'approuvant pas la campagne de vandalismes menée par la WSPU. Elle conserve néanmoins sa sympathie pour le mouvement féministe, devenant notamment éditrice honoraire du bulletin de la Women's Freedom League en 1960.
Pendant la Première Guerre mondiale, elle travaille comme infirmière au Royal London Hospital et sur les lignes de front en France.
Elle meurt en 1966, dans une quasi-indigence.